# Franz Tapper
Franz Tapper, manchmal fälschlicherweise Franz Tappers geschrieben (* 10. Mai 1886 in Neu Linum, Westpreußen; † 20. Januar 1976 in Hamburg), war ein deutscher Filmproduzent.

## Leben
Tapper absolvierte nach der Realschule eine kaufmännische Ausbildung und arbeitete danach als Kaufmann. 1915 bis 1918 war er Kriegsteilnehmer im Ersten Weltkrieg.
Seit 1919 beim Film, wurde Franz Tapper, der zuvor schon als Prokurist für die Firma tätig war, im Juli 1928 als weiterer Geschäftsführer der Messtro-Film Verleih GmbH bestellt. Gleichzeitig erlosch seine Prokura bei der Orplid-Film GmbH und Tapper wurde auch bei dieser Firma weiterer Geschäftsführer. Beide Firmen bildeten eine strategische Allianz, in der Branche als Orplid-Messtro bekannt: die Orplid konzentrierte sich auf die Herstellung von Filmen, der Messtro-Filmverleih übernahm das Marketing und den Vertrieb der Filme. Als der Messtro-Filmverleih im Jahr 1932 zahlungsunfähig wurde, stellte auch die Orplid ihre Geschäftstätigkeit ein.
Wiederum als Co-Geschäftsführer setzte Tapper seine Karriere im Dezember 1933 bei der Majestic Film GmbH fort. Infolge der Arisierung wurde er im Januar 1936 zum Teilhaber der Firma an der Seite von Christoph Mülleneisen junior. Nach deren Zwangsauflösung im Jahr 1941 wurde Tapper Herstellungsgruppenleiter bei der Berlin-Film.
In der Nachkriegszeit war er zunächst Produktionsleiter bei der Bavaria, bevor er in Hamburg mit der Standard-Film ein neues Firmenunternehmen gründete.

## Filmografie
| - 1931: Mein Leopold - 1934: Gern hab' ich die Frau'n geküßt - 1934: Jungfrau gegen Mönch - 1935: Petersburger Nächte. Walzer an der Newa - 1935: Familie Schimek - 1935: Warum lügt Fräulein Käthe? - 1936: Eine Frau ohne Bedeutung - 1938: Mit versiegelter Order - 1938: Fünf Millionen suchen einen Erben - 1938: Tanz auf dem Vulkan - 1938: Verwehte Spuren - 1939: Silvesternacht am Alexanderplatz - 1939: Die Reise nach Tilsit - 1939/41: Pedro soll hängen - 1940: Casanova heiratet - 1941: Frau Luna | - 1941: Was geschah in dieser Nacht - 1943: Liebeskomödie - 1944: Die heimlichen Bräute - 1944: Die Affäre Roedern - 1944/50: Mein Herz gehört Dir - 1945: Das alte Lied - 1949: Die seltsame Geschichte des Brandner Kaspar - 1950: Export in Blond - 1951: Die Dubarry - 1952: Klettermaxe - 1952: Liebe im Finanzamt - 1953: Vergiß die Liebe nicht - 1953: Das singende Hotel - 1954: Drei vom Varieté - 1955: Drei Tage Mittelarrest |